# コリン・デクスター
コリン・デクスター（Norman Colin Dexter, OBE, 1930年9月29日 - 2017年3月21日）は、イギリスの推理作家である。イングランドのリンカンシャー、スタムフォード生まれ。
ケンブリッジ大学及びケンブリッジ大学の大学院を卒業後、グラマースクールの古典学講師として教職に就いたが、聴覚障害で30歳代半ばで退職。オックスフォード地方試験委員会副書記をつとめる。クロスワードパズルのカギ作りの名手としてもよく知られている。
1975年の処女作『ウッドストック行最終バス』以降、長編12作を発表し、英国推理作家協会 (CWA) の賞（以下、CWA賞という）「ゴールド・ダガー賞」及び「シルバー・ダガー賞」をそれぞれ2度受賞した、イギリス本格派の推理小説作家の一人といわれている。

## 作品リスト
すべて、出版元は早川書房（ハヤカワ・ポケット・ミステリとハヤカワ・ミステリ文庫）であり、同社の日本語版翻訳権独占作品となっている。
巻末の内容、カバーデザイン、初版出版日、およびISBNは上段にポケット・ミステリのものを、下段にミステリ文庫のものを記した。

### 長編
| 題名                         | 原題                               | 訳者     | 巻末 | カバーデザイン | 初版年月日     | ISBN          | 備考                                |
| ---------------------------- | ---------------------------------- | -------- | --- | -------------- | -------------- | ------------- | ----------------------------------- |
| ウッドストック行最終バス     | Last Bus to Woodstock              | 大庭忠男 | 訳者あとがき | 勝呂忠         |                | 4-15-001271-7 |                                     |
| ウッドストック行最終バス     | Last Bus to Woodstock              | 大庭忠男 | 塀の中のコリン・デクスター 新保博久                                                                                       | 渋川育由       | 1988年11月15日 | 4-15-077551-6 | 新版あり                            |
| キドリントンから消えた娘     | Last Seen Wearing                  | 大庭忠男 | 訳者あとがき | 勝呂忠         |                | 4-15-001297-0 |                                     |
| キドリントンから消えた娘     | Last Seen Wearing                  | 大庭忠男 | モースとまぼろしの娘のパズル 芳野昌之                                                                                     | 渋川育由       | 1989年12月31日 | 4-15-077552-4 | 2021年新版発行                      |
| ニコラス・クインの静かな世界 | The Silent World of Nicholas Quinn | 大庭忠男 | コリン・デクスターの巧みな世界 N                                                                                          | 勝呂忠         |                | 4-15-001321-7 |                                     |
| ニコラス・クインの静かな世界 | The Silent World of Nicholas Quinn | 大庭忠男 | パズル論理学 評論家 瀬戸川猛資                                                                                            | 渋川育由       | 1990年12月15日 | 4-15-077553-2 |                                     |
| 死者たちの礼拝               | Service of all the Dead            | 大庭忠男 | 訳者あとがき | 勝呂忠         |                | 4-15-001362-4 | 1979年CWA「シルバー・ダガー賞」受賞 |
| 死者たちの礼拝               | Service of all the Dead            | 大庭忠男 | 解説 翻訳家 宮脇孝雄 | 渋川育由       | 1992年7月31日  | 4-15-077554-0 | 1979年CWA「シルバー・ダガー賞」受賞 |
| ジェリコ街の女               | The Dead of Jericho                | 大庭忠男 | 訳者あとがき | 勝呂忠         |                | 4-15-001396-9 | 1981年CWA「シルバー・ダガー賞」受賞 |
| ジェリコ街の女               | The Dead of Jericho                | 大庭忠男 | モース警部はいかにしてセクシーとなりしか 評論家 大津波悦子                                                                | 渋川育由       | 1993年3月31日  | 4-15-077555-9 | 1981年CWA「シルバー・ダガー賞」受賞 |
| 謎まで三マイル               | The Riddle of the Third Mile       | 大庭忠男 | 訳者あとがき | 勝呂忠         | 1985年3月31日  | 4-15-001447-7 |                                     |
| 謎まで三マイル               | The Riddle of the Third Mile       | 大庭忠男 | Dexterous Dexter ― 才人デクスター 小説研究者 若島正                                                                       | 渋川育由       | 1993年9月15日  | 4-15-077556-7 |                                     |
| 別館三号室の男               | The Secret of Annexe 3             | 大庭忠男 | 訳者あとがき | 勝呂忠         | 1987年11月15日 | 4-15-001497-3 |                                     |
| 別館三号室の男               | The Secret of Annexe 3             | 大庭忠男 | 推理小説のドン・キホーテ 東京女子大学教授 小池滋                                                                          | 渋川育由       | 1994年6月10日  | 4-15-077557-5 |                                     |
| オックスフォード運河の殺人   | The Wench Is Dead                  | 大庭忠男 | 訳者あとがき | 勝呂忠         | 1991年4月30日  | 4-15-001567-8 | 1989年CWA「ゴールド・ダガー賞」受賞 |
| オックスフォード運河の殺人   | The Wench Is Dead                  | 大庭忠男 | デクスターを擁護する 作家 法月綸太郎                                                                                      | 渋川育由       | 1996年6月10日  | 4-15-077558-3 | 1989年CWA「ゴールド・ダガー賞」受賞 |
| 消えた装身具                 | The Jewel That Was Ours            | 大庭忠男 | 訳者あとがき | 勝呂忠         | 1992年12月31日 | 4-15-001592-9 |                                     |
| 消えた装身具                 | The Jewel That Was Ours            | 大庭忠男 | モースのご当地オックスフォードを歩く 作家 若竹七海                                                                        | 渋川育由       | 1997年4月20日  | 4-15-077559-1 |                                     |
| 森を抜ける道                 | The Way Through the Woods          | 大庭忠男 | 訳者あとがき | 勝呂忠         | 1993年9月30日  | 4-15-001600-3 | 1992年CWA「ゴールド・ダガー賞」受賞 |
| 森を抜ける道                 | The Way Through the Woods          | 大庭忠男 | デクスターの集大成 文芸評論家 権田萬治                                                                                    | 渋川育由       | 1998年10月10日 | 4-15-077560-5 | 1992年CWA「ゴールド・ダガー賞」受賞 |
| カインの娘たち               | The Daughters of Cain              | 大庭忠男 | 訳者あとがき | 勝呂忠         | 1995年10月31日 | 4-15-001627-5 |                                     |
| カインの娘たち               | The Daughters of Cain              | 大庭忠男 | Thank you very much, Mr. Morse! 評論家 森英俊                                                                             | 渋川育由       | 2000年12月10日 | 4-15-077562-1 |                                     |
| 死はわが隣人                 | Death Is Now My Neighbour          | 大庭忠男 | 訳者あとがき | 勝呂忠         | 1998年3月31日  | 4-15-001661-5 |                                     |
| 死はわが隣人                 | Death Is Now My Neighbour          | 大庭忠男 | 英国版「いちびり」社長のこと 作家 西澤保彦                                                                                | 渋川育由       | 2001年12月10日 | 4-15-077563-X |                                     |
| 悔恨の日                     | The Remorseful Day                 | 大庭忠男 | グッドバイ、ミスター・モース！ 大庭忠男                                                                                   | 勝呂忠         | 2000年10月31日 | 4-15-001694-1 |                                     |
| 悔恨の日                     | The Remorseful Day                 | 大庭忠男 | わが悔恨の日々 作家 山田正紀 〈特別あとがき〉 偉大なるはなたれ小僧に感謝する ― デクスターの全作品を訳して 翻訳者 大庭忠男 | 渋川育由       | 2002年11月20日 | 4-15-077564-8 |                                     |

### 短編集
- 短編集として1冊が刊行されている。

| 題名                              | 原題                     | 訳者        | 巻末                                         | カバーデザイン | 初版年月日     | ISBN                | 備考                                 |
| --------------------------------- | ------------------------ | ----------- | -------------------------------------------- | -------------- | -------------- | ------------------- | ------------------------------------ |
| モース警部、最大の事件            | Morse’s Greatest Mystery | 大庭忠男 他 | 短篇集の愉しみ 小説研究者 若島正             | 勝呂忠         | 1995年2月10日  | ISBN 978-4150016197 |                                      |
| モース警部、最大の事件            | Morse’s Greatest Mystery | 大庭忠男 他 | モースにさよならを言う前に 小説研究者 若島正 | 渋川育由       | 1999年12月10日 | ISBN 978-4150775612 |                                      |
| 短編名（収録順）                  | 原題                     | 訳者        | 概要                                         | 概要           | 概要           | 概要                |                                      |
| 信頼できる警察                    | As Good as Gold          | 大庭忠男    |                                              |                |                |                     | 「ハヤカワ・ミステリ文庫」のみに収録 |
| モース警部、最大の事件            | Morse’s Greatest Mystery | 大庭忠男    |                                              |                |                |                     |                                      |
| エヴァンズ、 初級ドイツ語を試みる | Evans Tries an 0-Level   | 大庭忠男    |                                              |                |                |                     |                                      |
| ドードーは死んだ                  | Dead as a Dodo           | 大庭忠男    |                                              |                |                |                     |                                      |
| 世間の奴らは騙されやすい          | At the Lulu-Bar Motel    | 中村保男    |                                              |                |                |                     |                                      |
| 近所の見張り                      | Neighbourhood Watch      | 大庭忠男    |                                              |                |                |                     |                                      |
| 花婿は消えた？                    | A Case of Mis-Identity   | 大村美根子  |                                              |                |                |                     |                                      |
| 内幕の物語                        | The Inside Story         | 大庭忠男    |                                              |                |                |                     |                                      |
| モンティの拳銃                    | Monty’s Revolver         | 大庭忠男    |                                              |                |                |                     |                                      |
| 偽者                              | The Carpet-Bagger        | 大庭忠男    |                                              |                |                |                     |                                      |
| 最後の電話                        | Last Call                | 大庭忠男    |                                              |                |                |                     |                                      |

### 未収録短編
- 短編集に収録されていない短編が6本ある。そのうち邦訳が広く発行されているものは3本のみである。

| 短編名（収録順） | 原題                                        | 訳者     | 発表年      | 邦訳                                           | 初出                        |
| ---------------- | ------------------------------------------- | -------- | ----------- | ---------------------------------------------- | --------------------------- |
|                  | The Burglar                                 |          | 1994        |                                                | You, The Mail on Sunday     |
| 行きつ戻りつ     | The Double Crossing                         | 宮脇孝雄 | 2003        | 『ミステリ・マガジン』第51巻第4号（2006年4月） | Mysterious Pleasures        |
|                  | Between the Line                            |          | 2005        |                                                | The Detection Collection    |
| 奇妙な事件の手紙 | The Case of the Curious Quorum              | 鈴木恵   | 2006        | 『ミステリ・マガジン』第56巻第1号（2011年1月） | The Verdict of Us All       |
| 残りの半分       | The Other Half                              | 鈴木恵   | 2007年2–5月 | 『ミステリ・マガジン』第62巻第5号（2017年9月） | The Strand Magazine         |
|                  | Morse and the Mystery of the Drunken Driver |          | 2008        |                                                | Daily Mail                  |
|                  | Clued-Up                                    |          | 2009        |                                                | Cracking Cryptic Crosswords |

## モース警部シリーズ
「モース警部シリーズ」（Inspector Morse Mysteries）は、すでに完結した上記の長編13作から成る作品群である。主人公のモースは捜査初期段階の情報収集において、血液検査、筆跡鑑定など、近代の犯罪捜査に必須であると思われる科学捜査に対する依存度が低く、関係者には理解しがたい飛躍した結論を伴う仮説の提示、構築、検証もしくは再構築を繰り返す。その後、新たに判明した事実によってこれらが覆される度に新たな推理の構築を迫られるにもかかわらず、他の誰よりも早く真実にたどり着くモースの手腕が描かれている。

### 登場人物
E.モース
オックスフォードシャー、キドリントンのテムズ・バレイ警察本部CID所属の主任警部で本シリーズの主人公。"E"で始まる彼のファーストネームは、作品中において誰も知らず、また、本人もそれを知らせようとしない様子が描かれており、作品中のひとつの謎となっていた。
ルイス
テムズ・バレイ警察本部CID所属の部長刑事。事件捜査における、自他共に認めるモースの相棒役で、シャーロック・ホームズに対するワトスン博士、あるいはエルキュール・ポアロに対するヘイスティングズ大尉に相当する人物と紹介されることもあるが、物語が彼の「手記」という形をとることが無く、また、モースは彼と同じ職場の上官であるという点では、上記の二者とは大きく異なっている。
15歳で中等学校を卒業後は、働きながら昼間、夜間の学校に通い20歳で警察官となる。作品中の年齢は不詳。ヘディントンに家を所有しており、妻、子の3人家族である。ちなみに、好物は（特に妻が作る）エッグ・アンド・チップスである。
大柄でがっしりした体格の元ボクサーだが、礼儀正しく温厚な印象そのままの人格で、部長刑事に昇進した4年後モースと初めて組むと、その迷走する推理と捜査に振り回されながらも信頼関係を構築し、彼の何気ない一言が触媒となった結果、モースの推理の完成に寄与することも多々あった。
特技は、英単語を逆さまに読むことで、学生時代はクラスで1番だった。また、自動車の運転全般が得意で、モースと共に行動するときは公用車、モースの自家用車を問わず彼が運転することが通例となっている。
モースが"推理のため"に行う飲酒によく付き合わせられるが、給料はモースの半分ほどにもかかわらず、2人分の代金合計の4分の3はルイスが支払っている。
モースの死後、預金の3分の1を遺産として残されている。
ストレンジ
テムズ・バレイ警察の警視正で、年齢はモースの1歳年上である。モースの捜査手法に対しては、「目の前に広くてまっすぐな道路があっても脇道に逸れるが、誰にも先頭を譲らずにゴールする。」と高く評価している。警察を退職しようと常々思っているが、後任が見つからないため慰留されるなど、なかなか計画が実現しない中、1997年妻が冠状動脈血栓で急死する。ようやく退職できたのは、モースの死後（1998年）の8月末のことであった。
ディクスン
テムズ・バレイ警察の太った巡査。後に部長刑事に昇進する。平々凡々の経歴を持ち、知的に優れていない点について、モースは電球の消費電力（明るさ）に例えて、「テムズ・バレイで最低のワット数」と酷評している。ちなみに、風変わりな嗜好の好物は、ジャムを付けて食べるドーナッツである。
マックス
警察医を務める病理学者。フルネームは“マキシミリアン・シオドア・ジーグフリード・デ・ブリン”。「正確な死亡時間」のみをしつこく聞きたがるモースに辟易しながらも、数少ないモースの友人であったが、1992年7月19日日曜日3時過ぎに冠状動脈血栓が原因で死亡。遺体は遺言によりジョン・ラドクリフ第2病院の医学研究財団に寄付された。
ローラ・ホブスン
マックスの部下であり、後任の病理学者。年齢は30台初頭、身長は5フィート4インチ位と小柄で色白、大きなメガネをかけた女性である。『森を抜ける道』で初登場。

## 映像化
イギリスにおいて『主任警部モース』としてTVドラマ化された作品もある。
スピンオフ映像作品として、2006年にはモース警部の部下であるルイス部長刑事が主役として登場する関連作品として『オックスフォードミステリー ルイス警部』が製作され、2012年にはモース警部が若かりし頃を描いた『刑事モース〜オックスフォード事件簿〜』が製作されている。